# Cerro Pantojo
El cerro Pantojo, también denominado Pantoja, es un estratovolcán extinto que se encuentra en el límite entre la provincia del Neuquén, Argentina y la Región de Los Lagos, Chile. Se encuentra a pocos km al sur del Paso internacional Cardenal Samoré. Su forma característica es un cuello volcánico erosionado.
Existe un mirador sobre la Ruta Nacional 231 donde se puede apreciar este volcán.
Según G. Claussen, el nombre se debe a la variante de Espantoso, por su aspecto apelativo con que lo designó un viajero. La primera ascensión fue realizada por la cordada integrada por Hans Nobel, el ingeniero Barbieri y J. Diem, del 7 al 9 de febrero de 1940. la segunda ascensión fue realizada por una cordada militar de la Escuela Militar de Montaña, el 16 de enero de 1979, a las 12,00 horas; la misma estuvo integrada por el entonces capitán Miguel Ángel Isturiz, teniente primero Alberto Numa Laplane, teniente primero Roberto Muller, el subteniente Armando Magaldi, subteniente médico, Martín de la Fuente, el sargento Luis Fernando Ríos, sargento Luis Alberto Romano, Sargento Carlos Ávila y el cabo primero Ambrosio Montiel, todos integrantes de la Escuela de Instrucción Andina, actualmente Escuela Militar de Montaña, Teniente General Juan Domingo Perón, el testimonio de cumbre fue dejado en una lata de metal, la que fue bajada por otra cordada que hizo cumbre tiempo después de la misma escuela.